# Lluïsa de França
Lluïsa de França o Lluïsa de Borbó-Artois (París, França 1819 - Venècia 1864) fou una princesa de França de la casa de Borbó amb el tractament d'altesa reial. A la mort del seu espòs fou regent del Ducat de Parma en nom del seu fill.

## Orígens familiars
Nascuda a París el dia 21 de setembre de 1819, era filla del príncep Carles Ferran de França i de la princesa Maria Carolina de Borbó-Dues Sicílies. Per via paterna, Lluïsa era neta del rei Carles X de França i de la princesa Maria Teresa de Savoia; mentre que per via materna ho era del rei Francesc I de les Dues Sicílies i de l'arxiduquessa Maria Clementina d'Àustria.
Fou germana d'Enric de França, el qual s'autoproclamà rei de França entre el 2 i el 9 d'agost de 1830 amb el nom d'Enric V de França, i que fou pretendent al tron francès entre 1844 i 1883.

## Núpcies i descendents
El dia 10 de novembre de 1845, als 26 anys, contragué matrimoni a la localitat austríaca de Frohsdorf amb Carles de Parma, fill del duc Carles II de Parma i de la princesa Maria Teresa de Savoia. La parella tingué quatre fills:
- SAR la princesa Margarida de Borbó-Parma, nascuda a Lucca el 1847 i morta a Viareggio el 1893. Es casà amb el pretendent carlista al tron espanyol, el duc de Madrid: Carles de Borbó.

- SM el duc Robert I de Parma, nascut a Florència el 1848 i mort a Pianore el 1907. Es casà amb la princesa Maria Pia de Borbó-Dues Sicílies i en segones núpcies amb la infanta Maria Antònia de Portugal.

- SAR la princesa Alícia de Borbó-Parma, nascuda a Parma el 1849 i morta a Fchwertberg (Àustria). Es casà amb el gran duc Ferran IV de Toscana.

- SAR el príncep Enric de Borbó-Parma, comte de Bardi, nascut a Parma el 1851 i mort a Menton el 1905. Es casà amb la princesa Lluïsa de Borbó-Dues Sicílies i posteriorment amb la infanta Adelgundes de Portugal.

## Regència
L'any 1854 el duc Carles III de Parma moria com a conseqüència d'un atemptat terrorista. Amb la mort del duc s'establí una regència encapçalada per la princesa Lluïsa en nom del seu fill, el futur duc Robert I de Parma.
L'any 1859 es mostrà incapaç de fer front a l'ocupació dels territoris ducals per part de les tropes piemonteses. Pocs dies després de l'ocupació del Ducat de Parma, Lluïsa i la família ducal fugiren a Venècia on reberen la protecció de les autoritats austríaques. Malgrat les queixes que formulà la duquessa per la improcedent ocupació feta per l'exèrcit piemontès, el Ducat de Parma quedà annexionat al Regne de Sardenya.
Lluïsa Maria Teresa de Borbó morí a la ciutat de Venècia l'1 de febrer de 1864 a l'edat de 45 anys.